# Comité Paralímpico Nacional de Gambia
El Comité Paralímpico Nacional de Gambia es el comité paralímpico nacional que representa a Gambia. Esta organización es la responsable de las actividades deportivas paralímpicas en el país. Es miembro del Comité Paralímpico Internacional y del Comité Paralímpico Africano.